# 林紀陶
林紀陶（英語：Jason Lam Kee To，1959年4月5日—），筆名紀陶，於1977年畢業於天主教新民書院，是香港資深電影編劇及劇評人、電影工作者及網上電台主持人，從事電影事業超過三十年。曾參與《倩女幽魂II人間道》、《溶屍奇案》、《白髮魔女傳》、《三夫》、《九龍不敗》等電影。1989年正式當電影編劇之前曾為漫畫師、動畫編導，曾繪畫《成語動畫廊》、《430穿梭機》等動畫。現為香港網台MyRadio節目《神秘之夜》主持之一，另外於謎米香港主持電影節目《大把戲》及花冧電台主持電影節目《電影誘讀》。
他也是香港飛碟學會的創會會員，自從中學時期讀過科普書籍《眾神的戰車》後便成為UFO愛好者。曾參與2005年在大連舉行的世界UFO大會。

## 電影獎項
| 年份   | 頒獎典禮                   | 獎項         | 影片       | 結果 |
| ------ | -------------------------- | ------------ | ---------- | ---- |
| 1993年 | 第30屆金馬獎               | 最佳改編劇本 | 白髮魔女傳 | 獲獎 |
| 2019年 | 第25屆香港電影評論學會大獎 | 最佳電影     | 三夫       | 獲獎 |
| 2019年 | 第25屆香港電影評論學會大獎 | 最佳編劇     | 三夫       | 提名 |
| 2021年 | 第58屆金馬獎               | 最佳原著劇本 | 鬼同你住   | 提名 |

## 外部連結
- 林紀陶在香港影庫上的簡介